# Detonador de sueños
Detonador de sueños es el sexto álbum de estudio realizado por la banda argentina de hard rock La Renga. Fue presentado el 8 de noviembre de 2003 en el estadio Chateau Carreras.

## Canciones
La tercera canción de este disco, El ojo del huracán, le da su título al último DVD del grupo. En el ojo del huracán consta del concierto realizado el sábado 4 de diciembre de 2004.
La última pista del álbum comienza con la canción "Hielasangre" y al finalizar esta, luego de un lapso de silencio, comienza una grabación instrumental conocida como "Pasto tomado".

## Portada
Las ilustraciones fueron realizadas por Fito, Tachi y Semilla Bucciarelli (exbajista de la banda Patricio Rey y sus Redonditos de Ricota). El diseño gráfico por Marina Pisano y "Los Gutenberg".
Se podría decir que este álbum consta de múltiples portadas:
Una exterior, una media y una interior.
La exterior consta de un pulsador industrial rojo atornillado en una pared de acero hecha de varias planchuelas unidas con tornillos. Debajo de este pulsador, el símbolo de La Renga de color metálico. Todo esto es visto desde abajo con una a través de un vidrio roto desde el centro de la portada. Sobre todo esto, una especie de sello que dice DETONADOR DE SUEÑOS ubicado en la parte superior, levemente deslizado hacia la izquierda.
El metal de la pared es de un violeta oscuro, la base del pulsador es gris muy oscuro, el sello es blanco.
La media es toda una especie de envoltura de la caja del CD.
Desde el frente se ve, desde una pared de acero remachado, un círculo que en el centro tiene la figura de una cabeza rapada y cuello humanos, con los ojos cerrados y un collar. A ambos costados de este círculo, calaveras monstruosas enfrentadas a rostros humanos. La línea que separa ambos rostros forma con una línea imaginaria horizontal, grados de 30 en la izquierda y 150 en la derecha.
Desde atrás se lee La Renga, letras escritas con planchuelas remachadas.
El metal en estos casos es de color violeta con brillos en naranjas y amarillos, aunque los brillos de los rostros son blancos.
Al abrir en una primera instancia las hojas de esta envoltura, se ve otra pared de acero remachado y en el centro, formado en el borde de las hojas medias, se dibuja un cuerpo de mujer, sin brazos en realidad, sin rostro y sin pelo.
Al desplegar estas hojas también, se figura una nube de blancos y amarillos. A sus lados dos manos violetas hacen inferir una especie de divinidad. Rayos rojos, fucsias, violetas se emiten desde detrás de la nube. En la parte inferior, un gran logo La Renga hecho en violeta teñido de naranjas y amarillos con grandes reflejos en blanco.
Finalmente, la portada interior consta de un círculo formado por dos "D" blancas. Una "S" espiralada negra envuelve las líneas verticales de las "D". Simétricamente, de cada lado se forman figuras en negro que siguen el contorno circular de cada "D" y de la "S", en este último caso, dejando un espacio de color violeta. Dentro de cada una de estas dos figuras, el contorno interior se vuelve a realizar en blanco, negro, naranja y termina completando el espacio en negro.
Este símbolo se ubica en el centro, sobre una textura de fibras verticales irregulares, violetas con sombras en negro.
Debajo de este símbolo aparece escrito DETONADOR DE SUEÑOS.
Las letras de las canciones aparecen escritas en especies de borradores, a máquina de escribir.
La ilustración del CD estuvo a cargo de Martín Pérez Paradiso y Pablo Freytes.

## Lista de canciones
- Todos las canciones compuestas por Gustavo F. "Chizzo" Napoli.

| N.º | Título                         | Duración |  |
| 1.  | «A tu lado»                    | 3:17     |  |
| 2.  | «Detonador de sueños»          | 2:11     |  |
| 3.  | «El ojo del huracán»           | 3:55     |  |
| 4.  | «La razón que te demora»       | 4:25     |  |
| 5.  | «Dementes en el espacio»       | 3:22     |  |
| 6.  | «Estado»                       | 3:04     |  |
| 7.  | «Las cosas que hace»           | 4:20     |  |
| 8.  | «Noche vudú»                   | 3:20     |  |
| 9.  | «En los brazos del sol»        | 5:07     |  |
| 10. | «Míralos»                      | 4:52     |  |
| 11. | «El rastro de la conciencia»   | 3:27     |  |
| 12. | «Hielasangre» (+ Pasto tomado) | 17:30    |  |

## Músicos
La Renga
- Chizzo: Voz y guitarra
- Tete: Bajo
- Tanque: Batería
- Chiflo: Saxofón y trompeta
- Manu: Saxofón, armónica y coros

## Gira musical
Comenzó el 8 de noviembre de 2003 y terminó el 21 de enero de 2006. Es en esta gira que la banda en 2004 recorrió por segunda vez tierras europeas, comenzando su gira por el continente europeo el 1 de mayo. Días antes, la banda brindó un recital multitudinario en el estadio de River ante más de 65.000 personas